# Samenstelling Belgische Senaat 1874-1878
De lijst van leden van de Belgische Senaat van 1874 tot 1878. De Senaat telde toen 62 zetels. Het nationale kiesstelsel was in die periode gebaseerd op cijnskiesrecht, volgens een systeem van een meerderheidsstelsel, gecombineerd met een districtenstelsel. Iedere Belg die ouder dan 25 jaar was en een bepaalde hoeveelheid cijns betaalde, kreeg stemrecht. Hierdoor was er een beperkt kiezerskorps. 
De legislatuur liep van 10 november 1874 tot 24 mei 1878 en volgde uit de verkiezingen van 9 juni 1874. Hierbij werden 30 van de 62 senatoren verkozen, meer bepaald in de kieskringen Gent, Eeklo, Aalst, Oudenaarde, Dendermonde, Sint-Niklaas, Charleroi, Bergen, Doornik, Aat, Thuin, Zinnik, Luik, Verviers, Hoei, Borgworm, Hasselt en Tongeren-Maaseik. 
Tijdens deze legislatuur was de regering-De Theux-Malou (december 1871 - maart 1878) in functie, een katholieke meerderheid.

## Samenstelling
| Begin legislatuur (1874) | Begin legislatuur (1874) | Begin legislatuur (1874) | Einde legislatuur (1878) | Einde legislatuur (1878) | Einde legislatuur (1878) |
| Fractie                  | Fractie                  | Zetels                   | Fractie                  | Fractie                  | Zetels                   |
| ------------------------ | ------------------------ | ------------------------ | ------------------------ | ------------------------ | ------------------------ |
|                          | Katholieken              | 33                       |                          | Katholieken              | 33                       |
|                          | Liberalen                | 29                       |                          | Liberalen                | 29                       |

Wijzigingen in fractiesamenstelling:
- In 1874 overlijdt de liberaal Albéric du Bus de Gisignies. Zijn opvolger wordt de katholiek Bernard du Bus de Gisignies.
- In 1876 overlijdt de katholiek Louis de Merode. Zijn opvolger wordt de liberaal Jean Crocq.

## Lijst van de senatoren
| Senator                           | Partij    | Aanduiding                   | Kieskring                | Opmerkingen |
| --------------------------------- | --------- | ---------------------------- | ------------------------ | --- |
| John Cogels                       | Katholiek | Rechtstreeks gekozen senator | Antwerpen                | |
| Edward Osy de Zegwaart            | Katholiek | Rechtstreeks gekozen senator | Antwerpen                | Vervangt vanaf 30 april 1877 de overleden Eugène van Delft. |
| Jean Félix Van den Bergh          | Katholiek | Rechtstreeks gekozen senator | Antwerpen                | |
| Ludovic-Marie d'Ursel             | Katholiek | Rechtstreeks gekozen senator | Mechelen                 | Vervangt vanaf 8 april 1878 de overleden Léon d'Ursel. Léon d'Ursel was van 15 december 1875 tot aan zijn dood op 7 maart 1878 voorzitter van de commissie Openbare Werken.                                                                   |
| François de Cannart d'Hamale      | Katholiek | Rechtstreeks gekozen senator | Mechelen                 | |
| Charles de Merode-Westerloo       | Katholiek | Rechtstreeks gekozen senator | Turnhout                 | |
| Hubert Dolez                      | Liberaal  | Rechtstreeks gekozen senator | Brussel                  | |
| Joseph Van Schoor                 | Liberaal  | Rechtstreeks gekozen senator | Brussel                  | Quaestor en voorzitter van de commissie Oorlog. |
| Frédéric Fortamps                 | Liberaal  | Rechtstreeks gekozen senator | Brussel                  | |
| Nicolas Reyntiens                 | Liberaal  | Rechtstreeks gekozen senator | Brussel                  | |
| Jean Crocq                        | Liberaal  | Rechtstreeks gekozen senator | Brussel                  | Vervangt vanaf 20 maart 1877 de overleden Louis de Merode (Katholiek). |
| Jonathan-Raphaël Bischoffsheim    | Liberaal  | Rechtstreeks gekozen senator | Brussel                  | |
| François De Vadder                | Liberaal  | Rechtstreeks gekozen senator | Brussel                  | |
| Jean-Marie de Man d'Attenrode     | Katholiek | Rechtstreeks gekozen senator | Leuven                   | |
| Auguste d'Overschie de Neeryssche | Katholiek | Rechtstreeks gekozen senator | Leuven                   | Quaestor. |
| Hippolyte Trémouroux              | Liberaal  | Rechtstreeks gekozen senator | Nijvel                   | Vervangt vanaf 14 november 1876 de overleden Théodore Mosselman du Chenoy. |
| Léon de Robiano                   | Katholiek | Rechtstreeks gekozen senator | Nijvel                   | |
| Charles van Caloen                | Katholiek | Rechtstreeks gekozen senator | Brugge                   | |
| Léon van Ockerhout                | Katholiek | Rechtstreeks gekozen senator | Diksmuide                | Vervangt vanaf 10 november 1874 de overleden Bernard Amé du Bus de Gisignies. |
| Bernard du Bus de Gisignies       | Katholiek | Rechtstreeks gekozen senator | Veurne-Oostende          | Vervangt vanaf 10 november 1874 de overleden Albéric du Bus de Gisignies (Liberaal). |
| Jules Joseph d'Anethan            | Katholiek | Rechtstreeks gekozen senator | Tielt                    | Ondervoorzitter en voorzitter van de commissie Justitie. |
| Ernest Solvyns                    | Katholiek | Rechtstreeks gekozen senator | Roeselare                | |
| Paul de Bethune                   | Katholiek | Rechtstreeks gekozen senator | Kortrijk                 | |
| Franz Vergauwen                   | Katholiek | Rechtstreeks gekozen senator | Kortrijk                 | |
| Jules Mazeman de Couthove         | Liberaal  | Rechtstreeks gekozen senator | Ieper                    | |
| Henri t'Kint de Roodenbeke        | Katholiek | Rechtstreeks gekozen senator | Eeklo                    | Secretaris. |
| Jean Casier                       | Katholiek | Rechtstreeks gekozen senator | Gent                     | |
| Napoleon Van Crombrugghe          | Katholiek | Rechtstreeks gekozen senator | Gent                     | |
| Frédéric de Kerchove              | Katholiek | Rechtstreeks gekozen senator | Gent                     | |
| Isidore Van Overloop              | Katholiek | Rechtstreeks gekozen senator | Sint-Niklaas             | |
| Alfred Vilain XIIII               | Katholiek | Rechtstreeks gekozen senator | Sint-Niklaas             | |
| Prosper Christyn de Ribaucourt    | Katholiek | Rechtstreeks gekozen senator | Dendermonde              | |
| Théodule Rodriguez d'Evora y Vega | Katholiek | Rechtstreeks gekozen senator | Oudenaarde               | |
| Théophile van de Woestyne         | Katholiek | Rechtstreeks gekozen senator | Aalst                    | |
| Jean Leirens                      | Katholiek | Rechtstreeks gekozen senator | Aalst                    | |
| François Dolez                    | Liberaal  | Rechtstreeks gekozen senator | Bergen                   | |
| Victor Tercelin                   | Liberaal  | Rechtstreeks gekozen senator | Bergen                   | |
| Alphonse Hubert                   | Liberaal  | Rechtstreeks gekozen senator | Bergen                   | |
| Victor Pennart                    | Liberaal  | Rechtstreeks gekozen senator | Zinnik                   | Vervangt vanaf 13 november 1877 de overleden Pierre Wincqz. |
| Louis Bonnet                      | Liberaal  | Rechtstreeks gekozen senator | Doornik                  | |
| François Sacqueleu                | Liberaal  | Rechtstreeks gekozen senator | Doornik                  | |
| Eugène de Ligne                   | Liberaal  | Rechtstreeks gekozen senator | Aat                      | Senaatsvoorzitter en voorzitter van de commissie Buitenlandse Zaken. |
| Paul Brouwet                      | Liberaal  | Rechtstreeks gekozen senator | Thuin                    | |
| Charles Emile Balisaux            | Liberaal  | Rechtstreeks gekozen senator | Charleroi                | |
| Edmond Piret-Goblet               | Liberaal  | Rechtstreeks gekozen senator | Charleroi                | |
| Barthel Dewandre                  | Liberaal  | Rechtstreeks gekozen senator | Charleroi                | |
| Julien d'Andrimont                | Liberaal  | Rechtstreeks gekozen senator | Luik                     | Vervangt vanaf 12 februari 1878 de overleden Charles Grandgagnage. |
| Guillaume Fléchet                 | Liberaal  | Rechtstreeks gekozen senator | Luik                     | |
| Hippolyte de Looz-Corswarem       | Liberaal  | Rechtstreeks gekozen senator | Luik                     | Secretaris. |
| Frédéric Braconier                | Liberaal  | Rechtstreeks gekozen senator | Luik                     | |
| Camille de Tornaco                | Liberaal  | Rechtstreeks gekozen senator | Hoei                     | Ondervoorzitter. |
| Edmond de Selys Longchamps        | Liberaal  | Rechtstreeks gekozen senator | Borgworm                 | |
| Grégoire Laoureux                 | Liberaal  | Rechtstreeks gekozen senator | Verviers                 | Voorzitter van de commissie Financiën. |
| Eugène Van Willigen               | Katholiek | Rechtstreeks gekozen senator | Hasselt                  | Vervangt vanaf 19 december 1874 de overleden Antoine de Pitteurs-Hiegaerts. |
| Gustave de Woelmont               | Katholiek | Rechtstreeks gekozen senator | Tongeren-Maaseik         | Secretaris. |
| Philippe de Limburg Stirum        | Katholiek | Rechtstreeks gekozen senator | Aarlen-Bastenaken-Marche | |
| Edouard Charles Orban de Xivry    | Katholiek | Rechtstreeks gekozen senator | Aarlen-Bastenaken-Marche | |
| Charles Bergh                     | Liberaal  | Rechtstreeks gekozen senator | Neufchâteau-Virton       | |
| Justin-Charles de Labeville       | Liberaal  | Rechtstreeks gekozen senator | Philippeville            | Secretaris. |
| Edouard d'Huart                   | Katholiek | Rechtstreeks gekozen senator | Dinant                   | Vervangt vanaf 15 maart 1875 de overleden Jean d'Omalius d'Halloy. D'Omalius d'Halloy was tot aan zijn dood op 15 januari 1875 voorzitter van de commissie Binnenlandse Zaken, een functie die d'Huart vanaf 15 december 1875 ook uitoefende. |
| Guillaume d'Aspremont Lynden      | Katholiek | Rechtstreeks gekozen senator | Namen                    | |
| Florimond de Namur d'Elzée        | Katholiek | Rechtstreeks gekozen senator | Namen                    | Vervangt vanaf 26 april 1875 de overleden Ferdinand de Woelmont. Ferdinand de Woelmont was tot aan zijn dood op 21 maart 1875 voorzitter van de commissie Openbare Werken.                                                                    |